# Tricastini

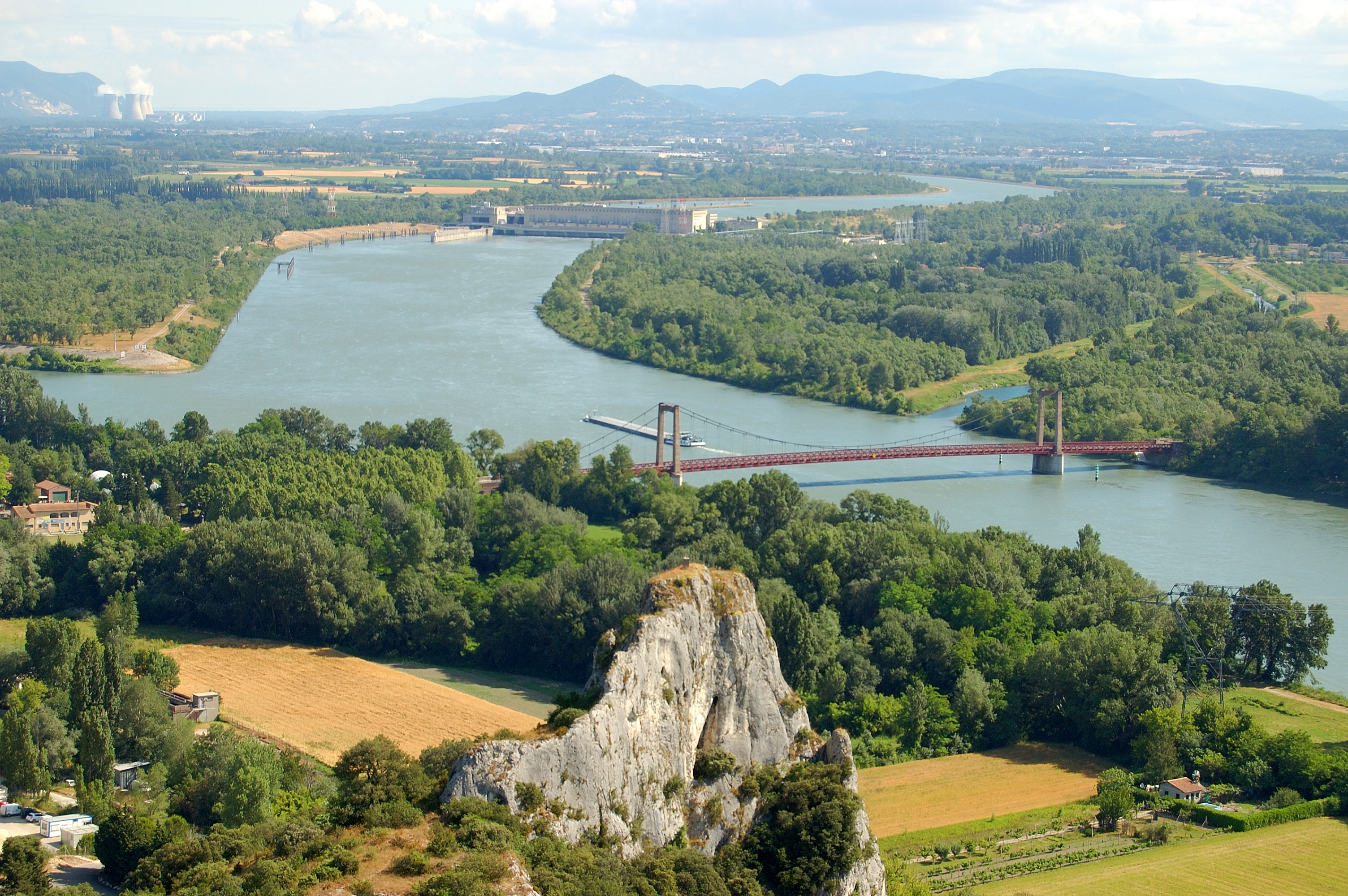
De streek Tricastin aan de Rhône (Zuid-Frankrijk), genoemd naar de Tricastini

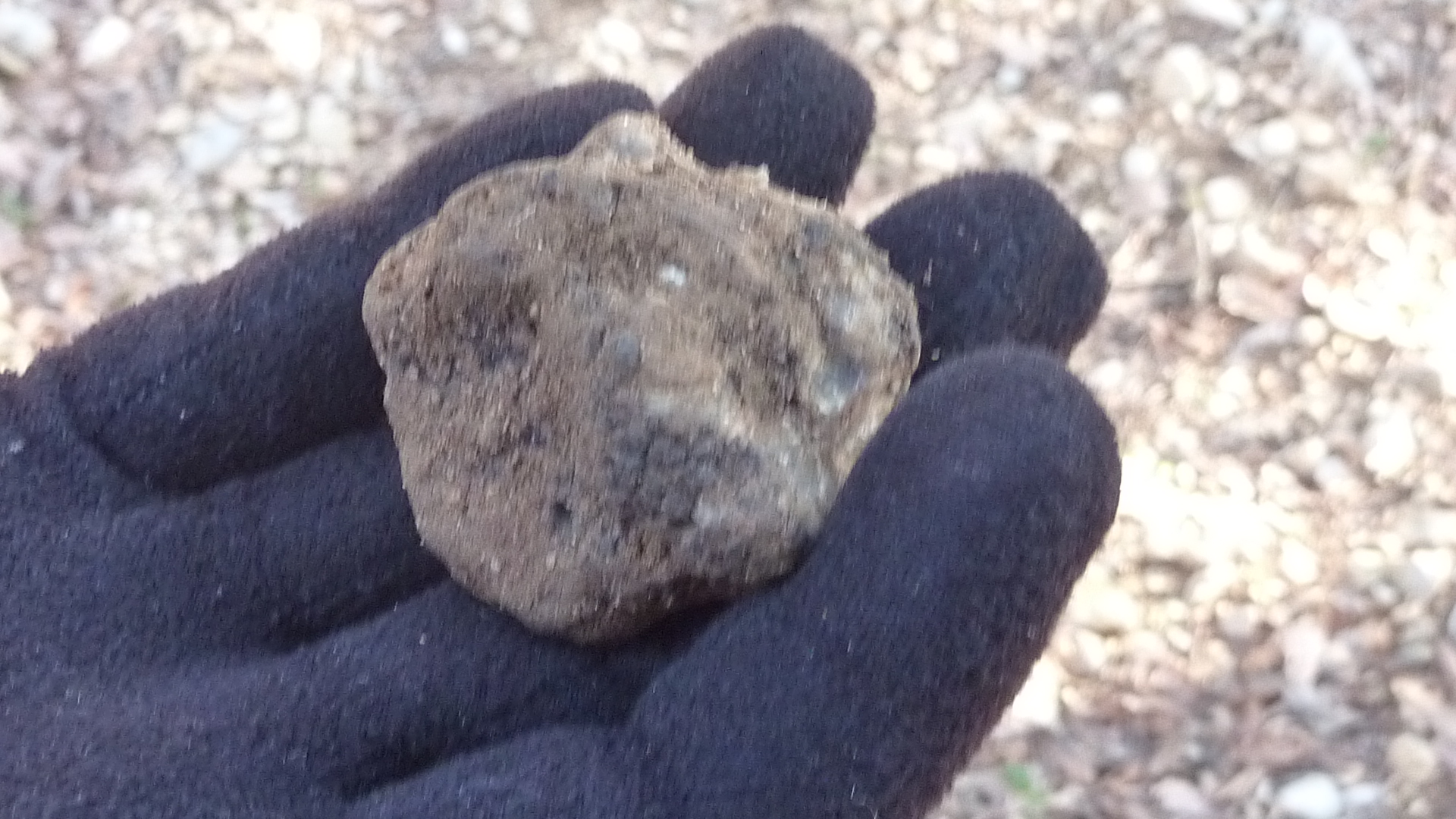
Zwarte truffel van Tricastin

De Tricastini waren een Keltisch volk (1e eeuw v.Chr. – 5e eeuw) dat woonde in de streek van Saint-Paul-Trois-Châteaux, in het Franse departement Drôme. De Tricastini waren verwant aan de Cavares, die een federatie van Gallische volkeren waren aan de benedenloop van de Rhône.

## Historiek
De Grieken spraken van Tricastinoi; destijds leefden dezen in samenhang met de Liguriërs. Ze trokken naar de westelijke oever van de Rhône.
In de Romeinse Tijd waren zij een Gallo-Romeins volk in de provincie Gallia Narbonensis. Plinius de Oudere (1e eeuw v.Chr.) vermeldt in zijn Historia Naturalis de stad Augusta Tricastinorum. Hiermee gaf Plinius de Oudere aan dat de inwoners Romeinse bepaalde burgerrechten hadden. Nadien schreven Romeinse auteurs over Colonia Flavia Tricastinorum, wat aangeeft dat de stad volledige burgerrechten had. Het grondgebied van de Tricastini reikte tot het tweede district van Orange, in het Latijn Colonia Firma Julia Secundanorum Arausio. Hier moeten zeker territoriale correcties gebeurd zijn tussen Orange en de stad der Tricastini. Een ander naburig district was dat van het machtige Vaison-la-Romaine, in het Latijn Vasio Vocontiorum. Zo is bekend dat een machtige vrouw uit Vaison-la-Romaine bestuursfuncties had bij de Tricastini. Dit laatste valt te lezen op een Romeinse gedenksteen die te bezichtigen valt in het Archeologisch Museum Théo Desplans in Vaison-la-Romaine.

## Na de Gallo-Romeinen
De Franse naam van de stad werd later Trois-Châteaux, zonder dat er een relatie was met drie kastelen (of 3 châteaux). In de Middeleeuwen werd de naam van bisschop Paulus toegevoegd, naar traditie de zesde bisschop van Trois-Châteaux; Paulus leefde in de Romeinse Tijd. De stad was van de Romeinse tijd tot de Franse Revolutie de zetel van het bisdom Saint-Paul-Trois-Châteaux.
De streek in het westen van het departement Drôme en het westen van het departement Vaucluse wordt wel eens Tricastin genoemd. Deze naam is afgeleid van de Tricastini. Twee bekende streekproducten zijn de zwarte truffel van Tricastin en de wijn Grignan-les-Adhémar, voor 2010 genoemd Côteaux du Tricastin.